# Roberto di Tarragona
Roberto Burdet (fl. XII secolo) è stato un condottiero normanno del XII secolo.

## Biografia
All'inizio del secolo XII, giunge in Spagna (Catalogna) e lotta contro i Musulmani. Nel 1124, Roberto divenne il governatore del recentemente conquistato territorio di Tudela e nel marzo del 1129, divenne "Princeps Tarraconensis" (Principe di Tarragona). Il suo titolo a Tarragona è durato fino al 1153.
- Con la moglie Agnes († 1170), Roberto di Tarragona avuto diversi figli :
  - Guglielmo († 1168)
  - Roberto
  - Riccardo
  - Berengario († dopo 1174)